# Portolaan

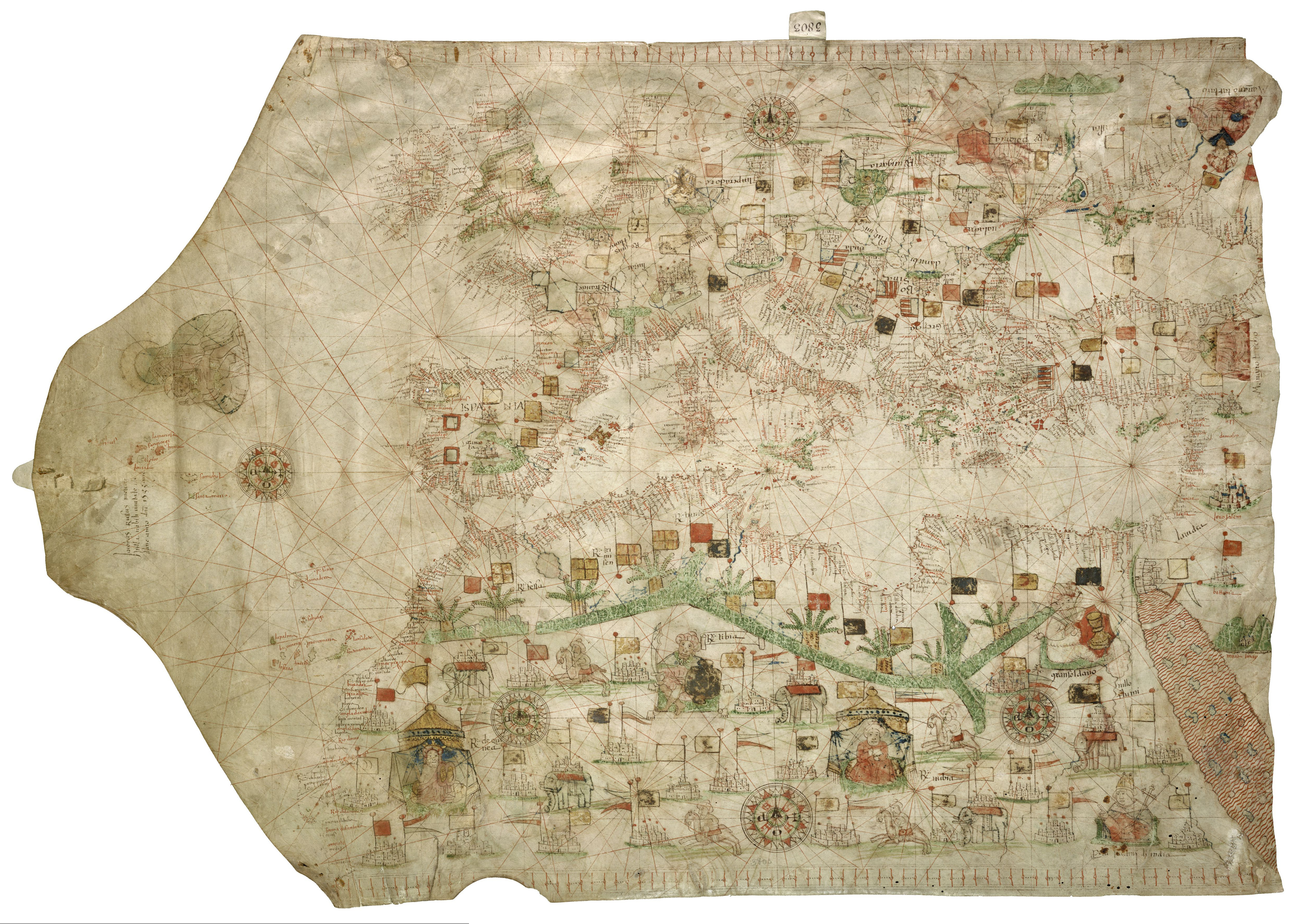
Een portulaan van Jacobus Russus uit Messina. (Nationaal Archief)

Met portolaan (of portulaan) wordt een handgetekende zeekaart uit Zuid-Europa uit de 13e eeuw of later bedoeld. Deze kaarten vallen op door de grote nauwkeurigheid van de weergegeven kustlijnen, die bijna even gedetailleerd zijn als die op moderne kaarten.
Het woord portolaan komt van het Italiaanse portolano, dat  gids of routebeschrijving naar havens betekent en is afgeleid van het Latijnse portus (haven). De oorspronkelijke portolani waren dus geen kaarten maar geschriften waarin de verzamelde kennis van de zeelui over havens, afstanden, richtingen en zeilaanwijzingen waren opgenomen. Lo campasso da navigare, midden-13e eeuw, is de oudst bekende tabel met zeilaanwijzingen. Deze geschriften waren echter niet de bron van de kaarten; daarvoor zijn ze te onnauwkeurig.  In het Nederlands wordt tegenwoordig met een portolaan meestal de kaart bedoeld. In verschillende talen wordt echter nog het onderscheid gemaakt, bijvoorbeeld in het Engels, een portolan voor het geschrift en een portolan chart voor de kaart.
Er bestaat geen eenduidige definitie voor een portolaan, maar een aantal overeenkomstige kenmerken kan worden vastgesteld. Portolanen ontstonden plotseling in het mediterrane zeegebied ongeveer in dezelfde tijd als het eerste gebruik van het kompas. Ze werden met de hand op perkament getekend. Aanvankelijk toonden ze slechts het Middellandse Zeegebied. De nauwkeurigheid van de gehele kaart was groter dan die van de details. Er vond in de loop der tijd geen ontwikkeling van de kaarten plaats, ze lijken van elkaar gekopieerd te zijn. Ze waren doorgaans voorzien van een netwerk van stervormige kompaslijnen, overdreven getande kustlijnen en overdreven voorstelling van kustelementen, symbolische weergave van beroemde plaatsen, plaatsnamen haaks op de kustlijn in rode letters als het een belangrijke haven betrof en anders in zwart, een of meer kompasrozen, afstandsschalen en symbolen voor ondieptes en andere gevaren. Portolanen waren nog niet voorzien van lengte- en breedtegraden. Bijna alle exemplaren waren gekleurd met zwart, rood groen, blauw en geel, soms ook gebruikmakend van bladgoud of -zilver. Het netwerk van stervormige kompaslijnen was voor het gemak vaak kleurgecodeerd in zwart, groen en rood. Hoewel een portolaan vooral als gereedschap voor de schipper bedoeld was, werden ze waarschijnlijk ook als decoratie gebruikt, gezien de versieringen met voorstellingen uit vreemde landen op overgeleverde portolanen. Portolanen hadden geen noord-zuid oriëntatie. De schipper kon ze draaien in de richting waarin werd gevaren, de oriëntatie van de opschriften was daar op aangepast, zodat altijd de helft van de plaatsnamen leesbaar was, en de andere helft ondersteboven stond. 
Portolanen gaven een voldoende betrouwbaar beeld van de kusten en waren bedoeld voor praktisch gebruik voor de zeevaarders uit die tijd, die zich doorgaans nog niet ver de oceanen op waagden, maar wel langs de kusten van de Noordzee tot Scandinavië en IJsland en langs de kust van Afrika naar het zuiden.

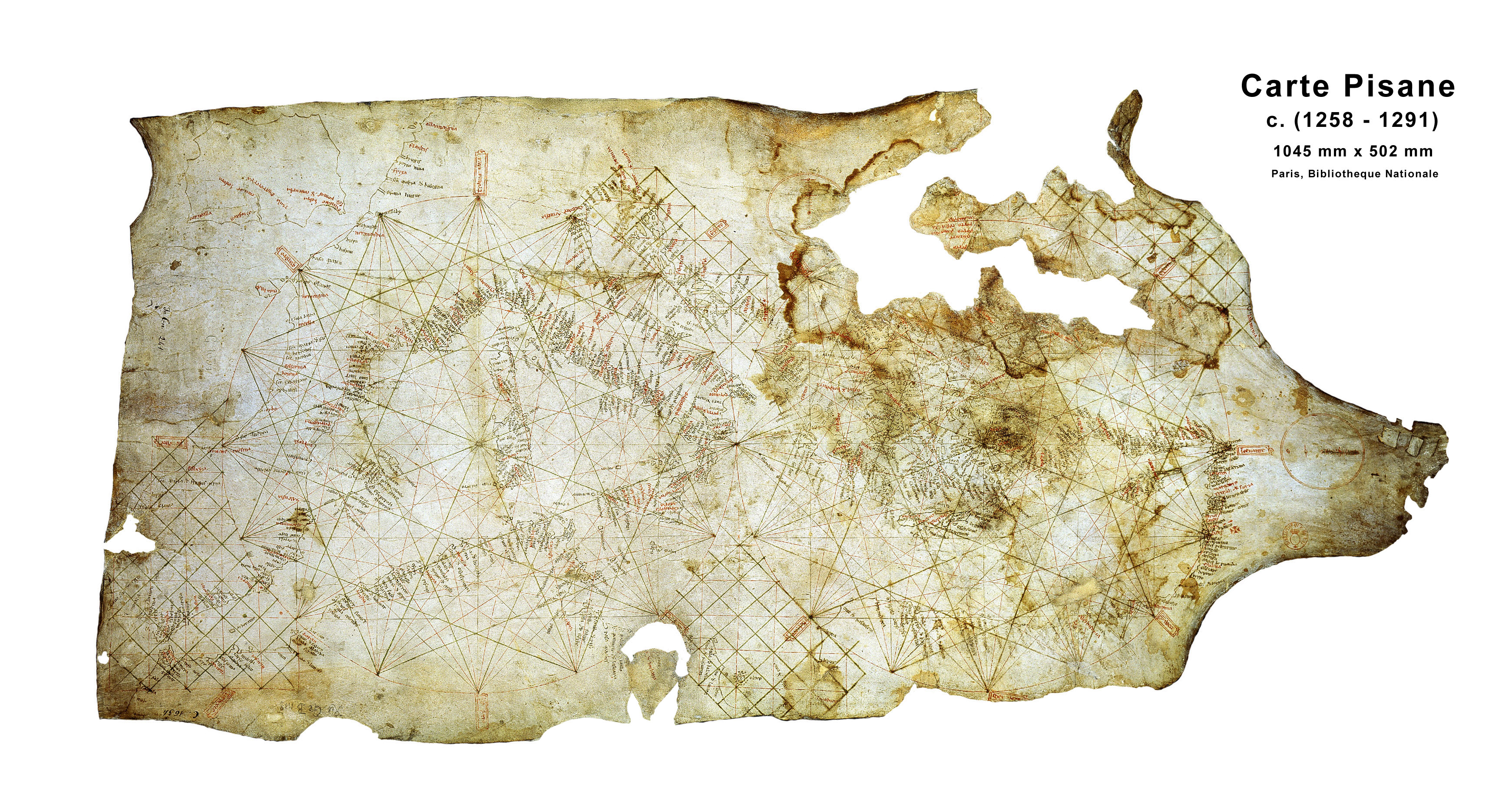
Carta Pisana

Genua en Venetië waren de eerste steden waar portolanen werden vervaardigd, later werden de Catalaanse portolanen beroemd. De oudste bewaard gebleven portolaan is de Carta Pisana van omstreeks 1290. Het is echter niet waarschijnlijk dat dit ook de eerste portolaan uit de geschiedenis is omdat de getoonde details gedurende vele zeereizen moeten zijn verzameld. De opvolgers van de Carta Pisana waren veelal kopieën aangevuld met nieuw ontdekte informatie. Omdat er geen eenduidige definitie bestaat van een portolaan is ook niet goed aan te geven welke kaarten tot de portolanen behoren, maar over het algemeen loopt het tijdperk van de portolanen van de 13e eeuw tot in de 16e eeuw. Met de opkomst van de intercontinentale zeevaart en de cartografische vernieuwingen in de Nederlanden in de 16e eeuw werd hier voor het type kaart waarop men met behulp van loxodromen de route kon plannen de benaming paskaart gebruikelijk.

## Nieuw inzicht
Roel Nicolai promoveerde 3 maart 2014 aan de Universiteit Utrecht op een onderzoek over de oorsprong van portolanen. Hij liet zien dat de nauwkeurigheid waarmee het Middellandse Zeegebied op portolanen is afgebeeld doet vermoeden dat er gebruik is gemaakt van wat later de mercatorprojectie werd genoemd; de nauwkeurigheid is namelijk groter dan een platte-aarde model kan bieden. Deze projectie kan geen toevallig bijproduct zijn van de eenvoudige karteringsmethode die algemeen wordt aangenomen door (cartografisch) historici, maar lijkt bewust te zijn gebruikt door de makers en dat wijst op meer geavanceerde geodetische en cartografische kennis dan voor de Middeleeuwen mag worden aangenomen. Bovendien duiken de portolaankaarten met deze nauwkeurigheid plotseling op in de geschiedenis. Het is onwaarschijnlijk dat zij een bron in de Arabisch-islamitische beschaving hebben, omdat daar geen voorlopers van de portolanen bekend zijn. De bron van portolanen moet dus verder terug in de tijd liggen. Ook bevestigt de studie het algemeen geaccepteerde idee dat portolaankaarten mozaïeken zijn van deelkaarten, elk met hun eigen schaal en oriëntering. De deelkaarten corresponderen echter niet met verschillende sub-bassins van de Middellandse Zee, maar moeten aanzienlijke overlappen hebben gehad, die lijken te zijn gebruikt om de deelkaarten aan elkaar te passen.